# Język klingoński

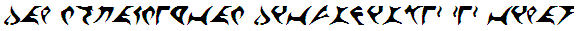
próbka pIqaDu

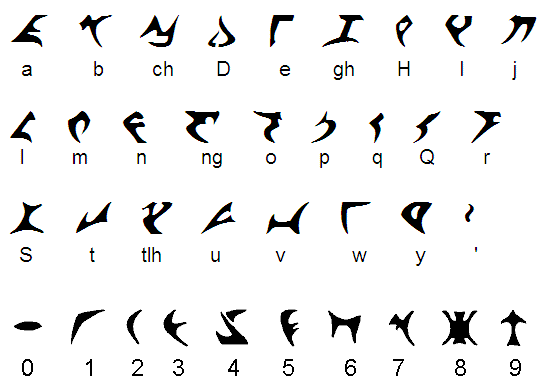
pIqaD (alfabet klingoński)

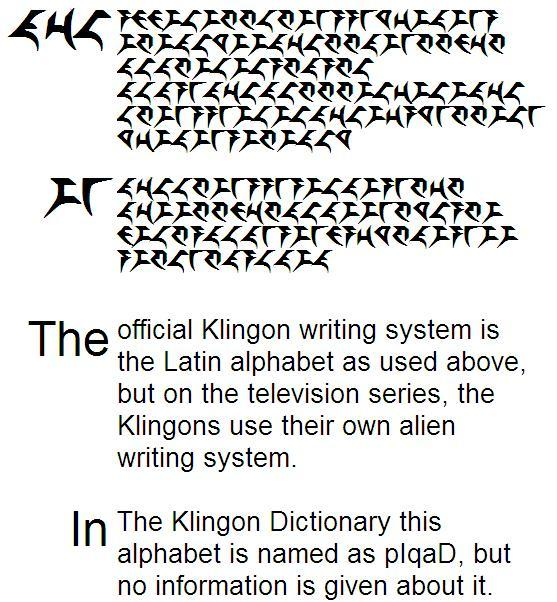
Tekst w jęz. angielskim oraz klingońskim – dla porównania

Klingoński (ang. klingon, kl.  , trb. tlhIngan Hol) – sztuczny język artystyczny wymyślony przez dr. Marca Okranda dla rasy Klingonów na potrzeby serialu Star Trek. Klingoński posiada własną gramatykę, składnię i słownictwo.

## Opis języka
Popularność serialu Star Trek na całym świecie przyczyniła się do popularności klingońskiego wśród jego fanów, pomimo że język nie należy do najprostszych. Założeniem autora języka było, że język rasy pozaziemskiej powinien być maksymalnie nieziemski, dlatego w jego gramatyce spotykamy fakty językowe niezmiernie rzadko lub nigdy niespotykane wśród języków ziemskich. Szyk zdania to dopełnienie - orzeczenie - podmiot (OVS). Język ten typologicznie należy do języków aglutynacyjnych, istnieje pięć kategorii przyrostków rzeczownikowych i dziewięć czasownikowych. Również fonetyka odbiega od ludzkich standardów, np. w klingońskim istnieje spółgłoska zębowa [t], ale nie ma jej dźwięcznego odpowiednika [d] – zamiast tego występuje szczytowe [ɖ].
Język klingoński posiada własny alfabet (pIqaD), ale jego użytkownicy posługują się najczęściej łacińską transkrypcją wprowadzoną przez M. Okranda, w której małe i wielkie litery są oddzielnymi znakami, oznaczającymi inne dźwięki, a nie swymi odpowiednikami kontekstowymi. Prawa do języka ma wytwórnia Paramount Pictures. Opublikowała ona oficjalny słownik klingoński oraz gramatykę.
Obok esperanto i quenyi, klingoński należy do najbardziej rozwiniętych i najbardziej popularnych języków sztucznych. Według normy ISO 639-2 ma symbol tlh.
W języku klingońskim do 2005 tworzona była również Wikipedia; od 2006 przeniosła się na własną witrynę. Także wyszukiwarka Google oraz od niedawna program antywirusowy Sophos udostępniają interfejs klingoński. W 2010 wystawiono pierwszą operę w języku klingońskim – ’u’.
Na język klingoński została też przetłumaczona Biblia. Podjęto również próbę wpojenia dziecku klingońskiego jako pierwszego języka: d'Armond Speers komunikował się z synem wyłącznie po klingońsku (matka pozostała przy angielskim), jednak w wieku 5 lat chłopiec sam zrezygnował z używania sztucznego języka.